# La Petite-Boissière
La Petite-Boissière is een gemeente in het Franse departement Deux-Sèvres (regio Nouvelle-Aquitaine) en telt 595 inwoners (1999). De plaats maakt deel uit van het arrondissement Bressuire.

## Geografie
De oppervlakte van La Petite-Boissière bedraagt 13,0 km², de bevolkingsdichtheid is 45,8 inwoners per km².
De onderstaande kaart toont de ligging van La Petite-Boissière met de belangrijkste infrastructuur en aangrenzende gemeenten.

## Demografie
Onderstaande figuur toont het verloop van het inwonertal (bron: INSEE-tellingen).